# Death Comes to Pemberley
Death Comes to Pemberley (en español: "La Muerte Llega a Pemberley"), es una miniserie británica de tres partes transmitida del 26 de diciembre del 2013 hasta el 28 de diciembre del 2013 por medio de la cadena BBC One. 
La miniserie estuvo basada en la exitosa novela de misterio y asesinato "Death Comes to Pemberley" de P.D. James.
La miniserie contó con la participación de actores como Alan Cumming, Simon Hirst, entre otros.

## Historia
Es octubre de 1803, seis años después de los acontecimientos de "Pride and Prejudice", ahora Mr. Fitzwilliam Darcy y Miss Elizabeth Bennet están casados. Una tarde de camino a Pemberley para un baile, una pelea comienza entre George Wickham y el Capitán Denny en el carruaje, con la esposa de Wickham y hermana de Elizabeth: Lydia Bennet-Wickham, también presente.
Cuando Denny sale molesto del carruaje y se dirige al bosque Wickman va detrás de él, cuando Lydia escucha dos disparos se dirige frenéticamente hacia la casa de su hermana Elizabeth, al escuchar sobre lo sucedido Darcy envía un equipo de búsqueda, y cuando llegan al bosque encuentran a Wickham angustiado e histérico con el cuerpo de Denny, culpándose por su asesinato.
Después de que Wickham es encarcelado y encontrado culpable por el asesinato de Denny y condenado a muerte, su familia hace todo lo posible por descubrir la verdad, finalmente revelando que el verdadero asesino del capitán era Will Bidwell, quien accidentalmente luego de pelearse con Denny este se había caído y se había golpeado la cabeza con una tumba lo que ocasionó su muerte.

## Personajes

### Personajes principales
| Actor               | Personaje                | N.º de episodios | Duración |
| ------------------- | ------------------------ | ---------------- | -------- |
| Matthew Rhys        | Fitzwilliam Darcy        | 3                | 2013     |
| Anna Maxwell Martin | Elizabeth Bennet-Darcy   | 3                | 2013     |
| Matthew Goode       | George Wickham           | 3                | 2013     |
| Jenna Coleman       | Lydia Bennet-Wickham     | 3                | 2013     |
| Trevor Eve          | Sir Selwyn Hardcastle    | 3                | 2013     |
| James Norton        | Mr. Henry Alveston       | 3                | 2013     |
| Eleanor Tomlinson   | Georgiana Darcy          | 3                | 2013     |
| Tom Ward            | Coronel Fitzwilliam      | 3                | 2013     |
| Joanna Scanlan      | Mrs Reynolds             | 3                | 2013     |
| Nichola Burley      | Louisa Bidwell           | 3                | 2013     |
| Lewis Rainer        | Will Bidwell             | 3                | 2013     |
| Philip Martin Brown | Mr. Bidwell              | 3                | 2013     |
| Jennifer Hennessy   | Mrs Bidwell              | 3                | 2013     |
| Kevin Eldon         | Doctor McFee             | 3                | 2013     |
| Mariah Gale         | Mrs. Younge              | 3                | 2013     |
| Tom Canton          | Capitán Martin Denny     | 3                | 2013     |
| Oliver Maltman      | George Pratt             | 3                | 2013     |
| Rebecca Front       | Mrs. Bennet              | 2                | 2013     |
| James Fleet         | Mr. Bennet               | 2                | 2013     |
| Penelope Keith      | Lady Catherine de Bourgh | 2                | 2013     |
| Alexandra Moen      | Jane Bennet-Bingley      | 1                | 2013     |

### Personajes recurrentes
| Actor             | Personaje          | N.º de episodios | Duración |
| ----------------- | ------------------ | ---------------- | -------- |
| Royston Mayoh     | Stoughton          | 3                | 2013     |
| Tom Raven         | Oficial Mason      | 3                | 2013     |
| Olly Rix          | Cartwright         | 3                | 2013     |
| Stephen Casey     | Reverendo Oliphant | 2                | 2013     |
| Rachel Finnegan   | Joan               | 2                | 2013     |
| Charlie May-Clark | Betsy              | 2                | 2013     |
| Teresa Churcher   | Mrs. Piggott       | 2                | 2013     |
| Robin Bowerman    | Buckle             | 2                | 2013     |
| Michael Burns     | Juez Moberley      | 1                | 2013     |
| David Blockley    | Empleado           | 1                | 2013     |

## Episodios
- La miniserie estuvo conformada por 3 episodios.

## Premios y nominaciones
| Año  | Categoría              | Premio       | Nominado (a)        | Resultado |
| ---- | ---------------------- | ------------ | ------------------- | --------- |
| 2014 | Mejor actriz principal | Dagger Award | Anna Maxwell Martin | Nominada  |

## Producción
La miniserie fue comisionada por el controlador del drama de la BBC Ben Stephenson y por el en ese entonces controlador de la BBC One Danny Cohen. Está basada en la exitosa novela de misterio y asesinato "Death Comes to Pemberley" de P.D. James, la cual es una continuación de los eventos de la novela "Pride and Prejudice" de Jane Austen e incorporando a varios personajes de la misma.
La miniserie contó con el director Daniel Percival, la escritora P.D. James y Juliette Towhidi, los productores ejecutivos Ed Rubin, Joanie Blaikie, P.D. James, Justin Thomson-Glover y Patrick Irwinde "Far Moor", Rebecca Eaton de "Masterpiece" y Polly Hill de la "BBC". La cinematografía estuvo a cargo de Steve Lawes.
La miniserie fue filmada en las locaciones de Yorkshire y Derbyshire.